# Bernd Schuster
Bernd Schuster (født 22. december 1959) er en tysk fodboldtræner. Som spiller spillede han sammen med Allan Simonsen i FC Barcelona, hvor han scorede 63 mål i 170 kampe, før han i 1988 skiftede til Real Madrid. Mandag den 9. juli 2007 blev Bernd Schuster præsenteret som ny træner i Real Madrid, – han afløser Fabio Capello som blev fyret trods et spansk mesterskab 06/07. Senest var han træner i Getafe CF. Han blev afskediget 9. december 2008, efter at have haft en periode med svigtende resultater.